# Tűzérzékelő
A tűzérzékelő olyan jelátalakító és továbbító eszköz, amely valamely tűzjellemző hatására – füst, hőmérséklet (hirtelen emelkedése), hősugárzás, nyílt láng – átvitelre és további feldolgozásra alkalmas jelet állít elő. A jel lehet elektromos áramköri változás, mechanikus elmozdulás, vagy belső nyomásváltozás is. Célja, hogy a tüzet annak kezdeti fázisában érzékelje, s ezáltal az észlelési és a riasztási időt a legminimálisabbra csökkentse a beavatkozás mielőbbi megkezdése érdekében. Az érzékelőkkel szemben támasztott legfőbb követelmények a megbízhatóság és a beazonosíthatóság, a téves jelzések minimális száma.

## Csoportosítása
- felügyelt tűzjellemző alapján: hő-, láng-, izzás-, füst-, gázérzékelő
- tűzjellemző feldolgozási módja szerint: küszöbérték-, különbség-, változási sebesség érzékelő
- térbeli elhelyezkedés szerint: pontszerű-, folt-, több pont-, vonalérzékelő
- érzékelők újraélesítési módja szerint: önműködően visszaálló, valamilyen módon visszaállítható, nem visszaállítható

## Hőérzékelő
Részletesen a Hőérzékelő című szócikkben

## Hősugárzás-érzékelő
Az infra és ultraibolya lángérzékelők olyan félvezetőkön alapuló érzékelők, melyek felhasználják azt a fizikai jelenséget, hogy a láng intenzitása 1,5-15 Hz között ingadozik. Olyan szelektív erősítőt tartalmaznak, amely csak az ilyen frekvenciatartományban modulált fénnyel gerjesztett áramváltozásokat engedi tovább.
Az izzásérzékelő a benne lévő szilícium fényelem miatt már egy izzó szénszemcsét is érzékel, és ekkor működésbe lép.

## Gázérzékelő
A gázérzékelő feladata nem a tűzjelzés, hanem a tűz- és robbanásveszély jelzése.

## Füstérzékelő
A füstérzékelők optikai detektorok. Egy LED fényforrásból és egy vevőegységből állnak. Extinkciós fajtájánál alapesetben az adó és a vevőegység látja egymást, és ha a fény útjába füst kerül, a fény intenzitása csökken. Szórtfényt érzékelő típusnál a vevő a füstszemcséken szóródó fényt érzékeli, és ez esetben lép működésbe.